# 格爾曼·加盧先科
格尔曼·瓦列里耶维奇·加卢先科（羅馬化：Herman Valeriiovych Halushchenko；1973年5月1日—），或按烏克蘭語名譯赫尔曼·哈卢先科，乌克兰律师，自2021年4月29日起担任烏克蘭能源部長。自2021年5月13日起另外擔任乌克兰国家安全与国防事务委员会成员。